# Нагао Масакагэ
Нагао Масакагэ (яп. 長尾 政景, 1526 — 11 августа 1564) — японский полководец эпохи Сэнгоку, дальний родственник и зять Уэсуги Кэнсина и отец его наследника Уэсуги Кагэкацу.
В 1547 году, во время борьбы Нагао Кагэторы (будущего Уэсуги Кэнсина) за власть со своим старшим братом Нагао Харукагэ, Масакагэ, несмотря на то, что уже был женат на старшей сестре Кагэторы Ае (брак был заключен в 1537 году), поддержал Харукагэ. Через год Харукагэ сдался младшему брату и удалился на покой. Недовольный этим Масакагэ попытался поднять восстание в 1550 году, но через год был разгромлен Кагэторой. Впоследствии он стал важным вассалом Нагао Кагэторы. Когда его сюзерен вдруг оставил бразды правления и удалился в монастырь, Масакагэ убедил того вернуться.
11 августа 1564 года в возрасте 38 лет Нагао Масакагэ утонул вместе с другим вассалом Уэсуги, Усами Садамицу, в пруду Нодзири. По одной из версий, Усами Садамицу утопил его ценой собственной жизни по приказу Кэнсина, который видел в Масакагэ возможный источник нестабильности, по другой, оба просто были чрезмерно пьяны и утонули по неосторожности.
Его сын Акикагэ был усыновлен давшим обет безбрачия Кэнсином под именем Кихэйдзи, впоследствии приняв взрослое имя Кагэкацу. После смерти Уэсуги Кэнсина и победы в борьбе за власть с другим приемным сыном Кэнсина Уэсуги Кагэторой он стал главой рода Уэсуги.